# Comuna Matiiovo, Vînohradiv
Matiiovo (în ucraineană Матійово) este o comună în raionul Vînohradiv, regiunea Transcarpatia, Ucraina, formată din satele Matiiovo (reședința), Ruska Dolîna și Verbove.

## Demografie
Componența lingvistică a comunei Matiiovo
     Ucraineană (50,03%)
     Maghiară (49,64%)
     Alte limbi (0,32%)
Conform recensământului din 2001, majoritatea populației comunei Matiiovo era vorbitoare de ucraineană (50,03%), existând în minoritate și vorbitori de maghiară (49,64%).